# Dimidiochromis dimidiatus
Dimidiochromis dimidiatus, the Ncheni Haplo (short for "haplochromine"), là một loài cá thuộc họ Cichlidae. It was formerly placed in the genus Haplochromis and known as Ncheni-type Haplochromis in the aquarium fish trade.
Nó được tìm thấy ở Malawi, Mozambique, and Tanzania. Môi trường sống tự nhiên của chúng là hồ nước ngọt.